# L'Écho du Sud
L'Écho du Sud é um jornal diário francês fundado por Louis Cambrézy e continuamente publicado em Fianarantsoa desde a sua primeira edição em 13 de abril de 1929.
Em 13 de abril de 1929, Louis Cambrézy, industrial francês, fundou o jornal L'Écho du Sud: organe des intérêts généraux du Sud de Madagascar, em Fianarantsoa. O seu objetivo era manter um jornal em atividade após o desaparecimento, um ano antes, do La Voix du Sud, outro jornal fundado em Fianarantsoa por Jules Thibier.
É graças a este jornal que Louis Cambrézy foi nomeado cavaleiro da Legião de Honra em 1935, por Louis Rollin, então Ministro das colónias. · 